# جانيت لين سكينر
جانيت لين سكينر (بالإنجليزية: Janet Lynn Skinner)‏ هي كاتبة غنائية أمريكية، ولدت في 5 يوليو 1955 في كليفلاند في الولايات المتحدة.